# Stockdale, Texas
Stockdale là một thành phố thuộc quận Wilson, tiểu bang Texas, Hoa Kỳ. Năm 2010, dân số của xã này là 1442 người.

## Dân số
- Dân số năm 2000: 1398 người.
- Dân số năm 2010: 1442 người.